# Ram Bergman
Ram Bergman in ebraico רם ברגמן‎? (Rishon LeZion, 1970) è un produttore cinematografico israeliano.

## Filmografia

### Cinema
- Rave Review, regia di Jeff Seymour (1994)
- Power 98, regia di Jaime Hellman (1996)
- In fuga a Las Vegas (Wedding Bell Blues), regia di Dana Lustig (1996)
- Rischioso inganno (For Hire), regia di Jean Pellerin (1998)
- Long Time Since, regia di Jay Anania (1998)
- Partners in Crime, regia di Jennifer Warren (2000)
- Stranger Than Fiction - Un incubo senza fine (Stranger Than Fiction), regia di Eric Bross (2000)
- Dancing at the Blue Iguana, regia di Michael Radford (2000)
- Zoe, regia di Deborah Attoinese (2001)
- Kill Me Later, regia di Dana Lustig (2001)
- Heartbreak Hospital, regia di Ruedi Gerber (2002)
- Cruel Divana (Tough Luck), regia di Gary Ellis (203)
- Brick - Dose mortale (Brick), regia di Rian Johnson (2005)
- The Circle, regia di Yuri Zeltser (2005)
- Conversations with Other Women, regia di Hans Canosa (2005)
- Her Name is Carla, regia di Jay Anania (2005)
- Nomad - The Warrior (Nomad), regia di Sergej Vladimirovič Bodrov e Ivan Passer (2005)
- Relative Strangers - Aiuto! sono arrivati i miei (Relative Strangers), regia di Greg Gilenna (2006)
- La stessa luna (La misma luna), regia di Patricia Riggen (2007)
- The Brothers Bloom, regia di Rian Johnson (2008)
- The Chameleon, regia di Jean-Paul Salomé (2010)
- Bunraku, regia di Guy Moshe (2010)
- Cat Run, regia di John Stockwell (2011)
- A Good Old Fashioned Orgy, regia di Alex Gregory e Peter Huyck (2011)
- Solo per vendetta (Seeking Justice), regia di Roger Donaldson (2011)
- Looper, regia di Rian Johnson (2012)
- Don Jon, regia di Joseph Gordon-Levitt (2013)
- Sognare è vivere (A Tale of Love and Darkness), regia di Natalie Portman (2015)
- Self/less, regia di Tarsem Singh (2015)
- Papillon, regia di Michael Noer (2017)
- Star Wars: Gli ultimi Jedi (Star Wars: The Last Jedi), regia di Rian Johnson (2017)
- Cena con delitto - Knives Out (Knives Out), regia di Rian Johnson (2019)
- Glass Onion: Knives Out (Glass Onion: A Knives Out Mystery), regia di Rian Johnson (2022)
- Fair Play, regia di Chloe Domont (2023)
- American Fiction, regia di Cord Jefferson (2023)

### Televisione
- Indiziata di omicidio (Black and White), regia di Yuri Zeltser - film TV (1999)
- Poker Face - serie TV, 10 episodi (2023)
- Il problema dei 3 corpi (3 Body Problem) - serie TV (2024-in corso)